# Alfa (dier)
Een alfadier, naar geslacht alfamannetje of alfavrouwtje, is het individuele dier in een groep van een bepaalde diersoort dat duidelijk de leiding heeft. Deze leiding kan de vorm van heerschappij aannemen, maar kan ook gewoon op gezag berusten. 
Bij de chimpansee regeert het alfamannetje de hele groep en wordt hij geëerd door de andere groepsleden met symbolische gebaren van onderwerping als buigingen en het mannetje voorop laten lopen en met privileges. Gewoonlijk moet de alfa-mens of -chimpansee, om zijn status te handhaven, coalities sluiten met andere leidende mannen. Die krijgen daardoor soms meer praktische invloed dan de formele alfa. Hun naaste verwanten de bonobo's daarentegen leggen hun leiders niet zo'n groot gezag in handen; hier moet de alfa-man zich keer op keer bewijzen. Ook bij gorilla's wordt het begrip alfamannetje vaak gebruikt.
Matriarchale dieren hebben uiteraard een alfavrouwtje. Sommige dieren zijn patriarchaal noch matriarchaal en hebben zowel een alfamannetje als -vrouwtje. Dit is het geval bij verscheidene kleinere apensoorten. Eigenaardigheid is dat het mannetje vaak zijn status verdient door kundig en dapper gedrag (republiek-model) en de vrouwtjes hun status aangeboren krijgen (adel).
Bij veel zoogdieren, bijvoorbeeld de onevenhoevigen, mag het alfamannetje als enige met de vrouwtjes paren. Dit is een evolutionair middel om het nageslacht zo sterk mogelijk te maken. Keerzijde van de munt is wel dat het mannetje zich ieder jaar voorafgaande aan de paartijd in meerdere gevechten moet bewijzen. In wolvenroedels komen alfaparen voor. Deze paren mogen het eerst eten van een prooi en vaak als enige paren.
Insectensoorten die zich als een volk organiseren, hebben een koningin die soms populatie op populatie overleeft. Als zij sterft, soms pas na tientallen jaren zoals bij enkele termietensoorten, betekent dat vaak het einde van de kolonie. Andere insecten houden hun koningin niet zo lang; dit doen bijvoorbeeld wespen. Als de koningin van een wespennest sterft, gewoonlijk rond het einde van augustus, zwermen de wespen massaal uit naar alles wat suiker bevat.
Als een alfa-dier wordt gedood kan dat ernstige gevolgen hebben voor de populatie, die stuurloos kan worden en niet snel een nieuwe leider gekozen heeft. Soms wordt dit als een manier van bestrijding toegepast: door bij een rattenkolonie de alfa-rat te doden, zal de populatie uit elkaar gaan en is het probleem van overlast op die plaats verdwenen.